# Semir Hadzibulic
Semir Hadzibulic (16 de Agosto de 1986, Novi Pazar, Sérvia) é um futebolista sérvio que joga como meio campo atualmente pelo Besa Kavajë da primeira divisão do futebol albanês .